# A la sombra de dos pistoleros (parte 2)
 A la sombra de dos pistoleros – parte2 es el segundo capítulo de la segunda temporada de la serie dramática El ala oeste.

## Argumento
El tercer miembro del grupo de pistoleros es localizado y arrestado en Virginia. Confiesa al FBI que su objetivo no era el Presidente, sino su ayudante, Charlie Young, por estar saliendo con su hija. Mientras, Toby habla con el jefe del Servicio Secreto sobre las medidas de seguridad para evitar atentados así, como una lona, que el Presidente rechazó en su día. El agente dice que no se comenta el procedimiento, y que cargan gustosamente con la culpa.
Josh está entre la vida y la muerte. Mientras le operan, recuerda como conoció a Donna durante la campaña para la nominación demócrata, siendo ella una voluntaria. Por su parte C.J. recuerda como entró a trabajar para el candidato Bartlet: Toby la convenció para que fuese la secretaria de prensa del político, tras perder su trabajo como relaciones públicas en Hollywood.
Por último, Leo McGarry recuerda una discusión que tuvo con el entonces gobernador y candidato Bartlet sobre su futuro político y sus maneras de buen legislador. Tras ir terceros en los Caucus de Iowa, consigue una victoria esencial en las elecciones de Illinois. Esa noche, Donna le comunica a Josh que su padre ha fallecido. Luego, en el aeropuerto, Bartlet le va a visitar y le pide que vuelva cuando esté preparado. En la última escena, Josh despierta tras haber sobrevivido a la cirugía. 

## Enlaces
- Ficha en FormulaTv
- Enlace al Imdb
- Guía del Episodio (en inglés)

- Datos: Q6012863